# Ламьягри, Надир
Надир Ламьягри (араб. نادر المياغري‎; 13 февраля 1976, Касабланка) — марокканский футболист, вратарь. Долгое время выступал за «Видад», ныне — тренер вратарей.

## Карьера

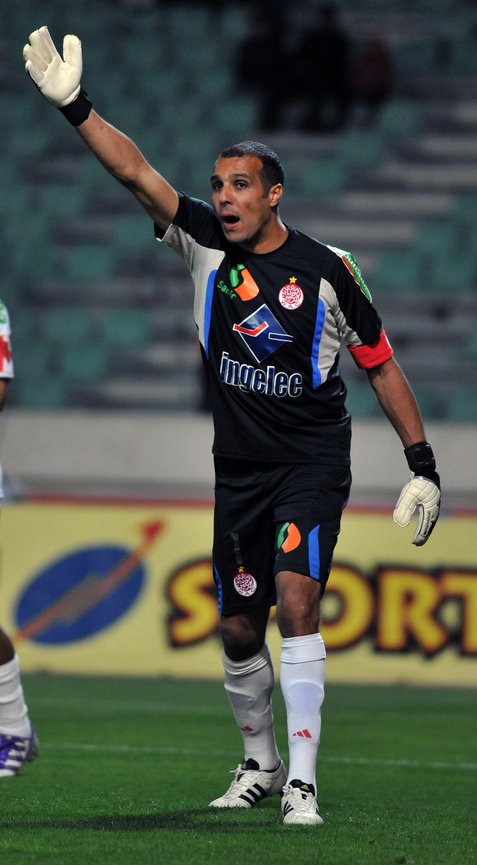
Ламьягри в составе «Видада»

Ламьягри начал свою карьеру в молодёжной команде «Расинг» из Касабланки, с которым он дебютировал во взрослом футболе в 1995 году. Ламьягри выступал за «Расинг» с 1995 по 2000 год. В клубе он выиграл второй дивизион Марокко в 2000 году, что позволило команде выйти в высший дивизион страны. После этого он перешёл в «Видад». Проведя лишь один сезон в клубе Ламьягри перешёл на правах аренды в «Хассани». С командой он стал чемпионом Марокко. В 2006 году перебрался в аренду на сезон в ОАЭ в клуб «Аль-Вахда», через год снова был арендован этим клубом. В июле 2010 года было объявлено, что Ламьягри уйдёт из «Видада» в «ФАР». Контракт должен был быть рассчитан на три года после того, как он остался без контракта с клубом. Однако Ламьягри продлил свой контракт с «Видадом». В 2011 году вместе с командой вышел в финал Лиги чемпионов КАФ, однако сам финал ему самому пришлось пропустить из-за травмы плеча. «Видад» проиграл в финале тунисскому «Эсперансу» 0:1. В ноябре 2011 года Ламьягри получил приз Золотой лев, как самый выдающийся марокканский футболист года. 7 мая 2012 года в Барселоне он получил награду самого популярного игрока Африки 2011 года ФИФА.

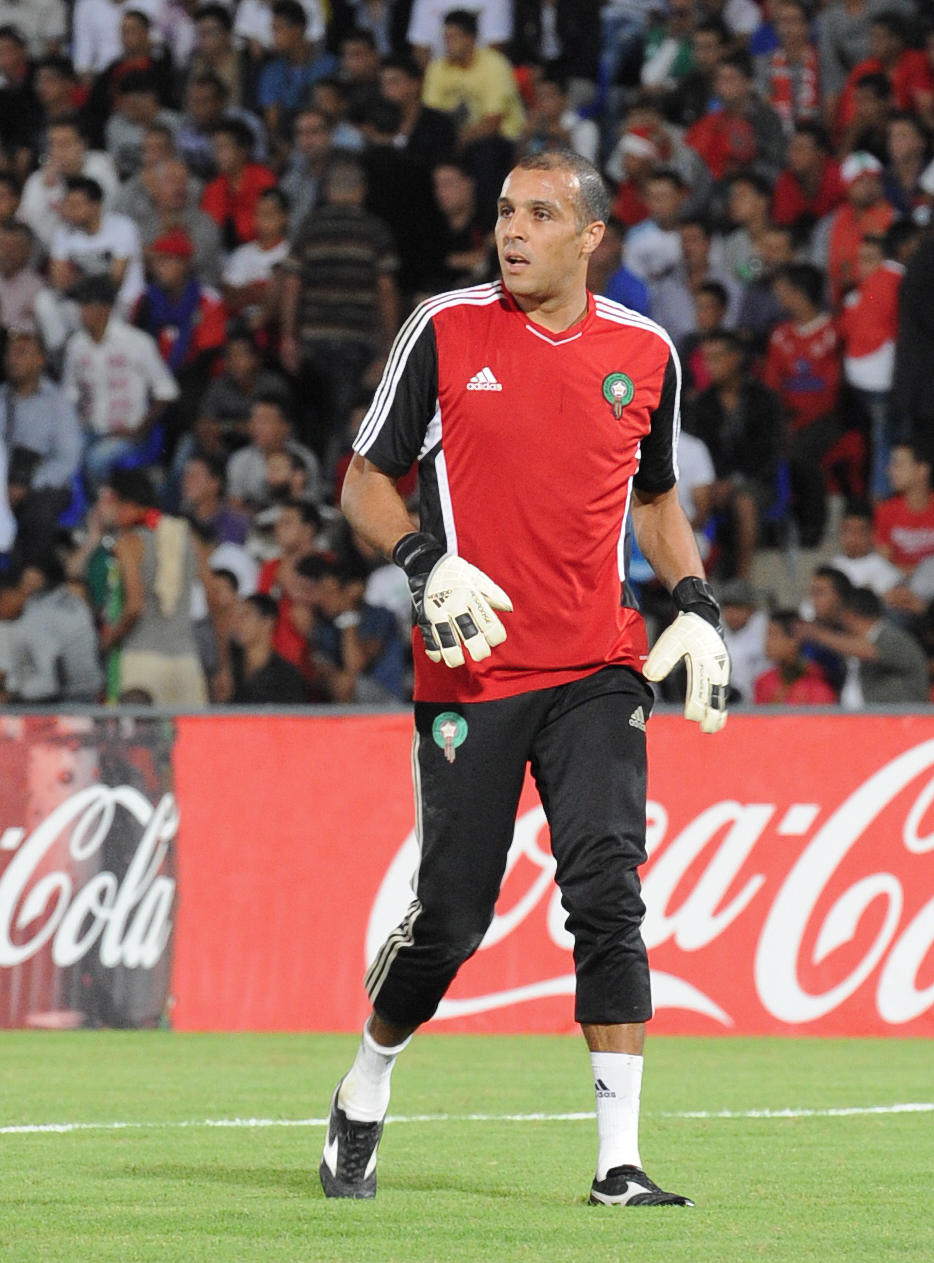
Ламьягри в сборной Марокко

30 апреля 2003 года Ламьягри дебютировал за сборную Марокко в матче против Кот-д’Ивуара. На Кубках африканских наций 2004 и 2006 годов Ламьягри был резервным вратарём. На турнире 2004 года он стал серебряным призёром, когда в финале Марокко уступил Тунису 1:2. Он принимал участие в Олимпийских играх 2004 года в Афинах. На турнире Марокко занял третье место в группе D после сборных Ирака и Коста-Рики, а Ламьягри сыграл во всех матчах группы. В 2008 году Ламьягри был выбран вратарём номер один на Кубок африканских наций 2008. Он также играл на Кубке африканских наций 2012 года, где Марокко не удалось преодолеть групповой этап. Ламьягри также был основным вратарём на Кубке африканских наций 2013 года. Однако Марокко снова завершил турнир на групповом этапе. На следующий день Ламьягри объявил, что завершает карьеру в сборной. Однако он вернулся в национальную команду уже в следующем месяце.

## Достижения
«Хассани»
- Чемпион Марокко: 2001/02

«Видад»
- Чемпион Марокко (2): 2005/06, 2009/10
- Обладатель Кубка Марокко: 2001

Сборная Марокко
- Финалист Кубка африканских наций: 2004

Личные
- Лучший вратарь чемпионата Марокко: 2005/06, 2009/10
- Марокканский футболист года: 2011